# 横手インターチェンジ
横手インターチェンジ（よこてインターチェンジ）は、秋田県横手市にある秋田自動車道及び東北中央自動車道（湯沢横手道路）のインターチェンジである。横手ジャンクション（よこてジャンクション）と一体的に運用されている。
なお本稿では、近接する高速バス停留所・横手インター入口（よこてインターいりぐち）についても記述する。

## 概要
秋田自動車道の下り線における秋田県で最初に利用できるインターチェンジであり、上り線では最後のインターチェンジである。
計画当初、湯沢横手道路がバイパス道路であったことにより、料金所は湯沢横手道路に設けられているが、IC番号は秋田自動車道の起点（北上JCT）からの連番「3」が付けられている。そのため、秋田自動車道との流入・流出はジャンクションを経由し、約500 mほどは湯沢横手道路を走行する必要がある。

## 歴史

### 開通に至るまで
国土開発幹線自動車道建設法における横手市 - 秋田市間の高速道路について、基本計画に最初に盛り込まれたのは1971年（昭和46年）6月のことであり、基本計画路線になったことで建設の目処が立った。その後、1973年（昭和46年）12月には岩手県北上市 - 横手市間においても基本計画路線となった。
しかし、不況により整備計画の策定は遅れ、1978年（昭和58年）に横手市 - 秋田市間の整備計画が策定されることになった。ほぼ同時に計画ルートが示されることになったが、横手ICの設置場所については横手市安田堰添・越廻（現在の横手警察署付近）とし、そこから北へ進み旭・境町・黒川地区を貫くように路線を設置するというものであった。ただ、これは地区を分断するものであり、様々なインフラに影響してくると懸念し、現在のルートである市域（この時点では旧横手市）の西側を沿うルートへと変更するよう市は求めた。日本道路公団は調査などを踏まえてこれを承認し、1982年（昭和57年）に計画が決定した。
1991年（平成3年）7月25日に横手IC - 秋田南IC間が開通し、供用が開始した。

### 周辺地域の変化
開通後、国道13号横手バイパスから横手ICへと至る大堤交差点 - 婦気交差点間には商業施設の集積が進んだ。1993年（平成5年）にはジャスコが出店を表明、同年10月には隣接地にマイカル東北も出店を表明し、両者で激しい地権者争奪戦となった。1997年（平成9年）4月25日に横手サティが開業、1年遅れて1998年（平成10年）10月28日にはジャスコ横手南店が開業した。この他、2003年（平成15年）にはユニクロやTSUTAYAなどで構成されるフレスポ横手が開業している。
商業施設だけでなく、インターチェンジの裏側（南側）では工業団地の造成も進んだ。湯沢横手道路を挟んで西側（桜沢地区）は横手市によって、東側（柳田地区）は秋田県が事業主体となって開発を行い、それぞれ柳田工業団地、横手第二工業団地と命名された。

### 年表
- 1991年（平成3年）
  - 7月17日：湯沢横手道路・横手IC - 大堤交差点間、大堤交差点 - 婦気交差点間供用開始[2]。
  - 7月25日：秋田自動車道・横手IC - 秋田南IC間開通。これにより、秋田自動車道と湯沢横手道路が結ばれる[6]。
- 1994年（平成6年）11月22日：湯沢横手道路・十文字IC - 横手IC間開通[2]。
- 2021年（令和3年）7月1日：東日本高速道路東北支社横手管理事務所が秋田管理事務所に統合。東日本高速道路東北支社横手工事事務所が開所[9]。

## 周辺
- 秋田ふるさと村
  - 秋田県立近代美術館
- クリーンプラザよこて
- イオンスーパーセンター横手南店
- はま寿司横手店
- イオン横手店
- びっくりドンキー秋田横手店
- フレスポ横手
- ホテルルートイン横手インター
- 岩手県競馬組合テレトラック横手
  - 日本中央競馬会ウインズ横手

## 接続する道路
秋田自動車道を経由する場合、東北中央自動車道（湯沢横手道路）を通じて接続する形となる。
- 直接接続
  - 国道13号
  - 国道107号

## 料金所
- ブース数：6

### 入口
- ブース数：2
  - ETC専用：1
  - 一般：1

### 出口
- ブース数：4
  - ETC専用：1
  - 一般：3

湯沢横手道路本線上に設けられている。

## 横手インター入口停留所
料金所から北へ約1 kmの国道13号中田交差点付近に、高速バスの停車するバス停留所が設置されている。なお、高速道路外の一般道上に設けられているため、高速道路施設としてのバスストップ（BS）とは異なる。

### 停車路線
- 湯沢/大曲 - 仙台駅（グリーンライナー号、運行会社：羽後交通・JRバス東北）
  - 仙台方面は乗車のみ。湯沢/大曲方面は降車のみ。
- 湯沢・横手 - 秋田（運行会社：羽後交通・秋田中央交通）
  - 秋田方面は乗車のみ。湯沢方面は降車のみ。

グリーンライナー号は、南行き車線側が乗車専用、北行き車線側が降車専用の停留所となっている。
湯沢 - 秋田線は、南行き車線側が降車専用、北行き車線側が乗車専用の停留所となっている。

## 隣
E46 秋田自動車道
(2)湯田IC - 山内PA - 山内BS - (3)横手IC - (3-1)横手北SIC - 大森PA - (4)大曲IC
E13 東北中央自動車道（湯沢横手道路）
十文字IC - 横手IC